# Ateloglossa algens
Ateloglossa algens är en tvåvingeart som beskrevs av Charles Howard Curran 1926. Ateloglossa algens ingår i släktet Ateloglossa och familjen parasitflugor. Inga underarter finns listade.